# Castillo San Luis del Alba de Amargos
El Castillo San Luis del Alba de Amargos o simplemente Castillo de Amargos, también conocido como fuerte, es un monumento histórico localizado en la localidad de Corral, Región de Los Ríos, Chile. Fue proyectado en 1645 por el Virrey del Perú, el I Marqués de Mancera Pedro Álvarez de Toledo y Leiva, como parte de una red de infraestructura de defensa para contrarrestar el ataque de indígenas en Valdivia, piratas, corsarios y potencias extranjeras; los planos fueron realizados por el ingeniero Juan de Buitrón y Mujica, sargento mayor de Valdivia, mientras que su construcción se remonta al período comprendido entre 1655 y 1661.
Pertenece al conjunto de monumentos nacionales de Chile desde el año 1926 en virtud del Decreto supremo 744 del 24 de marzo del mismo año; se encuentra en la categoría «Monumentos Históricos».

## Historia

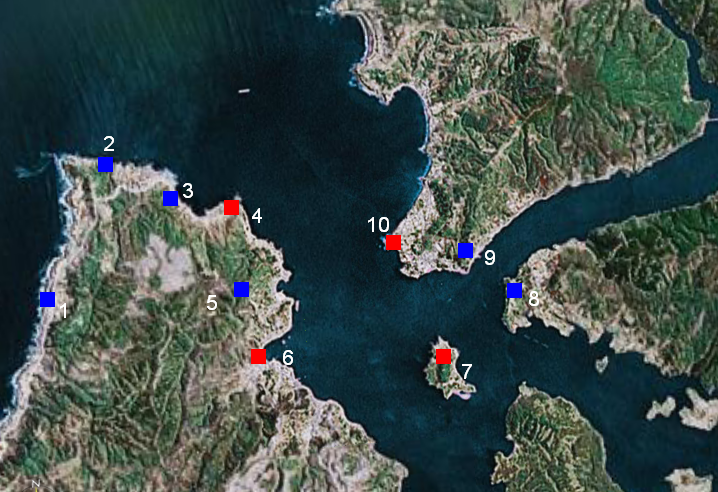
Sistema defensivo de Valdivia:
- 1: Fuerte Aguada del Inglés
- 2: Fuerte de San Carlos
- 3: Batería del Barro
- 4: Castillo de San Luis de Alba de Amargos
- 5: Batería y Reducto de Chorocamayo
- 6: Castillo de San Sebastián de la Cruz
- 7: Castillo de San Pedro de Alcántara
- 8: Batería del Carbonero
- 9: Batería del Piojo
- 10: Castillo de la Pura y Limpia Concepción de Monfort de Lemus.

Tras la Batalla de Curalaba de 1598, Valdivia fue destruida por la población huilliche en noviembre de 1599. Tras esto, una expedición holandesa comandada por Hendrick Brouwer se alió con los indígenas huilliches del canal de Chacao en contra de los colonizadores españoles de Chiloé, misma estrategia que utilizaron cuando llegaron a la bahía Corral en 1643, aunque finalmente se retiraron de la zona. 
El repoblamiento español comenzó en febrero de 1645, hasta que paulatinamente en 1684 se refundó la ciudad en el sitio original, aunque los alrededores aún eran territorios controlados por el pueblo lafkenche-huilliche. Tanto Valdivia como el Archipiélago de Chiloé representaban los enclaves más australes de la costa del Pacífico, y su importancia estratégica para el Virreinato del Perú generó la necesidad de fortificarlos para evitar el ataque de la población indígena; así nacería el sistema de fuertes de Valdivia, un conjunto de fortificaciones o fortalezas situados en la bahía de Corral, cercana a la ciudad de Valdivia: es aquí donde se situaría el Fuerte de San Luis de Alba de Amargos, que se ubica en la ribera sur de la bahía, cercano a Corral. 
Fue construido entre 1655 y 1661, y reconstruido en 1679, donde se duplicó su poder de fuego a 12 cañones; sin embargo, otras fuentes sugieren que su construcción habría comenzado en 1658 e inclusive en 1677. La edificación habría empezado cuando la zona era gobernada por Fernando de Bustamante y Villegas por orden del conde de Alba de Liste, y finalizada por Diego de Marthos.
El Castillo está muy deteriorado y no se permite su ingreso desde el año 2000 debido a que presenta «riesgos potenciales de derrumbes en sus merlones —o muros en los que se apoyan los cañones— debido al efecto que generan el vaivén de la marejada y el viento que azota sus muros». Desde él se obtiene una panorámica de las fortificaciones de Niebla y Mancera.